# I Ain't Gonna Stand for It
I Ain't Gonna Stand For It è un singolo di Stevie Wonder del 1980. Estratto dall'album Hotter than July, il brano è stato composto e interpretato dallo stesso Stevie Wonder.

## Tracce
1. I Ain't Gonna Stand For It – 4:39
2. Knocks Me Off My Feet – 3:37

## Formazione
- Stevie Wonder - voce, pianoforte, batteria, clavinet, cabasa, cori
- Ben Bridges - chitarra elettrica
- Isaiah Sanders - Fender Rhodes
- Hank Devito - steel guitar
- Charlie Wilson - cori
- Ronnie Wilson - cori[1]

## Classifiche
| Classifica (1980)      | Posizione più alta |
| ---------------------- | ------------------ |
| U.S. Billboard Hot 100 | 11                 |
| U.S. R&B Chart         | 4                  |
| Regno Unito            | 10                 |

## Cover
Nel 2001 il musicista britannico Eric Clapton ha pubblicato una cover del brano con la produzione del suo collaboratore Simon Climie. La canzone fa parte dell'album Reptile.